# Лейк-Ерроугед (Вісконсин)
Лейк-Ерроугед (англ. Lake Arrowhead) — переписна місцевість (CDP) в США, в окрузі Адамс штату Вісконсин. Населення — 946 осіб (2020).

## Географія
Лейк-Ерроугед розташований за координатами 44°12′13″ пн. ш. 89°50′41″ зх. д. / 44.20361° пн. ш. 89.84472° зх. д. (44.203602, -89.844627).  За даними Бюро перепису населення США в 2010 році переписна місцевість мала площу 14,25 км², з яких 13,03 км² — суходіл та 1,22 км² — водойми.

## Демографія
Згідно з переписом 2010 року, у переписній місцевості мешкало 838 осіб у 385 домогосподарствах у складі 309 родин. Густота населення становила 59 осіб/км².  Було 859 помешкань (60/км²).
Расовий склад населення:
| - 99,0 % — білих - 0,2 % — корінних американців - 0,1 % — чорних або афроамериканців - 0,1 % — азіатів |

До двох чи більше рас належало 0,5 %. Частка іспаномовних становила 1,0 % від усіх жителів.
За віковим діапазоном населення розподілялося таким чином: 13,0 % — особи молодші 18 років, 49,9 % — особи у віці 18—64 років, 37,1 % — особи у віці 65 років та старші. Медіана віку мешканця становила 61,3 року. На 100 осіб жіночої статі у переписній місцевості припадало 105,4 чоловіків;  на 100 жінок у віці від 18 років та старших — 100,3 чоловіків також старших 18 років.
Середній дохід на одне домашнє господарство  становив 77 491 долар США (медіана — 54 531), а середній дохід на одну сім'ю — 88 326 доларів (медіана — 57 500). За межею бідності перебувало 8,3 % осіб, у тому числі 0,0 % дітей у віці до 18 років та 8,8 % осіб у віці 65 років та старших.
Цивільне працевлаштоване населення становило 232 особи. Основні галузі зайнятості: освіта, охорона здоров'я та соціальна допомога — 28,0 %, фінанси, страхування та нерухомість — 14,7 %, мистецтво, розваги та відпочинок — 8,2 %, транспорт — 7,8 %.